# Mentuhotep III
Mentuhotep III (IV) fou fill i successor de Mentuhotep II (III). Fou el darrer rei de la dinastia XI. El seu nom Sa Ra era Mentuhotep ('El déu Montu està satisfet'), el seu nom d'Horus i de Nebty fou Nebtauy o Nebtaure; el seu nom d'Horus d'or fou Neteru o Neternebu; i el seu nom Nesut Bity fou Nebtaure. La seva mare fou una dona secundària del pare, anomenada Imi. No ha quedat cap pintura ni estàtua d'aquest faraó.
Va governar durant 7 anys. No se sap quina edat tenia en arribar al tron, però com que el seu pare havia mort passats els seixanta, no tindria menys de 30.
Durant el segon any de regnat, va organitzar una expedició al País de Punt a les pedreres entre el riu Nil i a la mar Roja, al Wadi Hammamat, a uns 50 km al nord-est de Tebes. L'expedició, la va dirigir el visir Amenemhet. Els expedicionaris van deixar una vintena d'inscripcions tallades a la roca, que són les úniques restes del regnat, ja que els registres oficials foren esborrats després de l'enderrocament de la dinastia. A Wadi Hammamat, l'expedició va trobar pedra fina per al sarcòfag reial, pedra que els fou assenyalada per una gasela; un segon fet extraordinari es va produir després d'una turmenta de pluja, quan es va trobar un gran pou ple d'aigua a vessar, cosa extraordinària en aquell terreny. La pedra trobada fou portada a Tebes. L'expedició tenia l'encàrrec de trobar un port favorable a la mar Roja i es creu que el port seleccionat fou l'actual Marsa Gawais (Kuser), lloc que des d'Amenemhet II fou punt de sortida per a les expedicions al Punt.
No s'ha trobat la seva tomba i no apareix en algunes llistes de reis, però al papir de Torí té un espai per a un rei anònim al final de la dinastia, amb set anys de regnat. Potser fou considerat un usurpador (enfront d'un germà de la dona principal del pare). Un tal Antef (IV), que probablement era un membre de la família reial, va adoptar el títol de rei, segurament perquè considerava que n'era el primer en la línia successòria, i fou el seu oponent a la cort; però, alguns erudits pensen que els reis de la dinastia XII van reescriure la història per justificar la seva real usurpació del tron, traient legitimitat a Mentuhotep III, i que en realitat aquest era rei legítimament.
El nom d'Antef IV apareix en inscripcions al sud d'Egipte, a la Baixa Núbia. Almenys 9 ciutats presenten inscripcions de reis diferents a Mentuhotep III (IV). Un altre rei de la Baixa Núbia és anomenat Iyibkhentre i un tercer Segerseni. No se sap si foren simultanis o successius, i s'oposaven tots a Mentuhotep III. Potser, aquestes lluites civils van contribuir a l'enderrocament del faraó. El visir Amenemhet, que se sap que disposava d'un exèrcit important (va dirigir l'expedició a la mar Roja amb una exèrcit que, segons unes fonts, era de mil soldats i, segons d'altres, de deu mil), va donar un cop d'estat, i va assolir el poder amb el nom d'Amenemhet I.
El seu nom apareix també com a Mentehotpe, Menthuhetep, Mentouhotep, Mentuhotp, Mentuhotpe, Monthhotep, Montouhotep, Montuhotep, Nebtaui, Nebtauira, Nebtauire, Nibtaouire, Nibtaouirementouhotep, Nibtowere i Nubtowere.